# Segunda Categoría de Morona Santiago 2021
El Campeonato Provincial de Segunda Categoría de Morona Santiago 2021 fue un torneo de fútbol en Ecuador en el cual compitieron equipos de la provincia de Morona Santiago. El torneo fue organizado por la Asociación de Fútbol No Amateur de Morona Santiago (AFNAMS) y avalado por la Federación Ecuatoriana de Fútbol. El torneo comenzó el 12 de junio y terminó el 7 de agosto. Participaron 3 clubes de fútbol del cual al campeón se le entregó un cupo a los play-offs del Ascenso Nacional 2021 por el ascenso a la Serie B, además el campeón provincial clasificó a la primera fase de la Copa Ecuador 2022.

## Sistema de campeonato
El sistema determinado por la Asociación de Fútbol No Amateur de Morona Santiago fue el siguiente:
- Se jugó en dos etapas con los 3 equipos establecidos, fue todos contra todos en partidos de ida y vuelta (en cuatro ruedas) dando un total de 12 fechas, al final del torneo; el equipo que terminó en primer lugar se clasificó a los play-offs del Ascenso Nacional 2021 y la primera fase de la Copa Ecuador 2022.

## Equipos participantes
| Equipos participantes      | Equipos participantes | Equipos participantes          |
| -------------------------- | --------------------- | ------------------------------ |
|                            |                       |                                |
| Equipo                     | Ciudad                | Estadio                        |
| Club Super Deportivo Sucúa | Sucúa                 | Estadio Eddy Coello            |
| Club Liga de Macas         | Macas                 | Estadio Tito Marcelo Navarrete |
| Fútbol Club Yukias         | Macas                 | Estadio Tito Marcelo Navarrete |

## Equipos por cantón
| Cantón                                                 | N.º | Equipos                  |
| ------------------------------------------------------ | --- | ------------------------ |
| [[Archivo:\|20x20px\|border\|Bandera de Macas]] Morona | 2   | - Liga de Macas - Yukias |
| Sucúa                                                  | 1   | - Super Deport Sucúa     |

## Primera etapa

### Clasificación
|                                                 |    | Equipo             | PJ | PG | PE | PP | GF | GC | DG | PTS |
| ----------------------------------------------- | -- | ------------------ | -- | -- | -- | -- | -- | -- | -- | --- |
| [[Archivo:\|20x20px\|border\|Bandera de Macas]] | 1. | Yukias             | 4  | 2  | 2  | 0  | 7  | 2  | +5 | 8   |
| [[Archivo:\|20x20px\|border\|Bandera de Macas]] | 2. | Liga de Macas      | 4  | 2  | 1  | 1  | 5  | 2  | +3 | 7   |
|                                                 | 3. | Super Deport Sucúa | 4  | 0  | 1  | 3  | 1  | 9  | −8 | 1   |

### Evolución de la clasificación
| Equipo / Jornada                                              | 01 | 02 | 03 | 04 | 05 | 06 |
| ------------------------------------------------------------- | -- | -- | -- | -- | -- | -- |
| [[Archivo:\|20x20px\|border\|Bandera de Macas]] Yukias        | 1  | 1  | 1  | 1  | 1  | 1  |
| [[Archivo:\|20x20px\|border\|Bandera de Macas]] Liga de Macas | 2  | 2  | 2  | 2  | 2  | 2  |
| Super Deport Sucúa                                            | 3  | 3  | 3  | 3  | 3  | 3  |

### Resultados
- Los horarios corresponden al huso horario de Ecuador: (UTC-5).

| Yukias | 4 - 0         | Super Deport Sucúa | Tito Navarrete | 12 de junio   | 10:00         |
| Libre: | Liga de Macas | Liga de Macas      | Liga de Macas  | Liga de Macas | Liga de Macas |

| Liga de Macas | 1 - 2              | Yukias             | Tito Navarrete     | 19 de junio        | 10:00              |
| Libre:        | Super Deport Sucúa | Super Deport Sucúa | Super Deport Sucúa | Super Deport Sucúa | Super Deport Sucúa |

| Super Deport Sucúa | 0 - 2  | Liga de Macas | Eddy Coello | 23 de junio | 16:00  |
| Libre:             | Yukias | Yukias        | Yukias      | Yukias      | Yukias |

| Liga de Macas | 2 - 0  | Super Deport Sucúa | Tito Navarrete | 26 de junio | 15:00  |
| Libre:        | Yukias | Yukias             | Yukias         | Yukias      | Yukias |

| Yukias | 0 - 0              | Liga de Macas      | Tito Navarrete     | 3 de julio         | 14:00              |
| Libre: | Super Deport Sucúa | Super Deport Sucúa | Super Deport Sucúa | Super Deport Sucúa | Super Deport Sucúa |

| Super Deport Sucúa | 1 - 1         | Yukias        | Eddy Coello   | 10 de julio   | 16:00         |
| Libre:             | Liga de Macas | Liga de Macas | Liga de Macas | Liga de Macas | Liga de Macas |

## Segunda etapa

### Clasificación
|                                                 |    | Equipo             | PJ | PG | PE | PP | GF | GC | DG | PTS |
| ----------------------------------------------- | -- | ------------------ | -- | -- | -- | -- | -- | -- | -- | --- |
| [[Archivo:\|20x20px\|border\|Bandera de Macas]] | 1. | Yukias             | 3  | 1  | 2  | 0  | 10 | 7  | +3 | 5   |
|                                                 | 2. | Super Deport Sucúa | 3  | 0  | 3  | 0  | 6  | 6  | 0  | 3   |
| [[Archivo:\|20x20px\|border\|Bandera de Macas]] | 3. | Liga de Macas      | 4  | 0  | 3  | 1  | 7  | 10 | −3 | 3   |

### Evolución de la clasificación
| Equipo / Jornada                                              | 01 | 02 | 03 | 04 | 05 | 06 |
| ------------------------------------------------------------- | -- | -- | -- | -- | -- | -- |
| [[Archivo:\|20x20px\|border\|Bandera de Macas]] Yukias        | 2  | 1  | 1  | 1  | 1  | 1  |
| Super Deport Sucúa                                            | 1  | 2  | 2  | 2  | 2  | 2  |
| [[Archivo:\|20x20px\|border\|Bandera de Macas]] Liga de Macas | 3  | 3  | 3  | 3  | 3  | 3  |

### Resultados
- Los horarios corresponden al huso horario de Ecuador: (UTC-5).

| Yukias | 3 - 3         | Super Deport Sucúa | Tito Navarrete | 18 de julio   | 14:00         |
| Libre: | Liga de Macas | Liga de Macas      | Liga de Macas  | Liga de Macas | Liga de Macas |

| Liga de Macas | 2 - 5              | Yukias             | Tito Navarrete     | 24 de julio        | 14:00              |
| Libre:        | Super Deport Sucúa | Super Deport Sucúa | Super Deport Sucúa | Super Deport Sucúa | Super Deport Sucúa |

| Super Deport Sucúa | 2 - 2  | Liga de Macas | Eddy Coello | 28 de julio | 16:00  |
| Libre:             | Yukias | Yukias        | Yukias      | Yukias      | Yukias |

| Liga de Macas | 1 - 1  | Super Deport Sucúa | Tito Navarrete | 31 de julio | 14:00  |
| Libre:        | Yukias | Yukias             | Yukias         | Yukias      | Yukias |

| Yukias | 2 - 2              | Liga de Macas      | Tito Navarrete     | 7 de agosto        | 14:00              |
| Libre: | Super Deport Sucúa | Super Deport Sucúa | Super Deport Sucúa | Super Deport Sucúa | Super Deport Sucúa |

| Super Deport Sucúa | -             | Yukias        | No se programó | No se programó | No se programó |
| Libre:             | Liga de Macas | Liga de Macas | Liga de Macas  | Liga de Macas  | Liga de Macas  |

## Tabla acumulada

### Clasificación
|                                                 |    | Equipo             | PJ | PG | PE | PP | GF | GC | DG | PTS |
| ----------------------------------------------- | -- | ------------------ | -- | -- | -- | -- | -- | -- | -- | --- |
| [[Archivo:\|20x20px\|border\|Bandera de Macas]] | 1. | Yukias             | 7  | 3  | 4  | 0  | 17 | 9  | +8 | 13  |
| [[Archivo:\|20x20px\|border\|Bandera de Macas]] | 2. | Liga de Macas      | 8  | 2  | 4  | 2  | 12 | 12 | 0  | 10  |
|                                                 | 3. | Super Deport Sucúa | 7  | 0  | 4  | 3  | 7  | 15 | −8 | 4   |

|  | Campeón anual. Clasificado a los play-offs del Ascenso Nacional 2021 y a la 1.ª fase de la Copa Ecuador 2022. |

### Evolución de la clasificación general
| Equipo / Jornada                                              | 01 | 02 | 03 | 04 | 05 | 06 | 07 | 08 | 09 | 10 | 11 | 12 |
| ------------------------------------------------------------- | -- | -- | -- | -- | -- | -- | -- | -- | -- | -- | -- | -- |
| [[Archivo:\|20x20px\|border\|Bandera de Macas]] Yukias        | 1  | 1  | 1  | 1  | 1  | 1  | 1  | 1  | 1  | 1  | 1  | 1  |
| [[Archivo:\|20x20px\|border\|Bandera de Macas]] Liga de Macas | 2  | 2  | 2  | 2  | 2  | 2  | 2  | 2  | 2  | 2  | 2  | 2  |
| Super Deport Sucúa                                            | 3  | 3  | 3  | 3  | 3  | 3  | 3  | 3  | 3  | 3  | 3  | 3  |

### Tabla de resultados cruzados
| Local \ Visitante  | LDM | YUK | SDS |
| ------------------ | --- | --- | --- |
| Liga de Macas      | —   | 1–2 | 2–0 |
| Yukias             | 0–0 | —   | 4–0 |
| Super Deport Sucúa | 0–2 | 1–1 | —   |

| Local \ Visitante  | LDM | YUK | SDS |
| ------------------ | --- | --- | --- |
| Liga de Macas      | —   | 2–5 | 1–1 |
| Yukias             | 2–2 | —   | 3–3 |
| Super Deport Sucúa | 2–2 | —   | —   |

### Campeón
| |
| |
| Fútbol Club Yukias 1.er título Clasificado a los play-offs de la Segunda Categoría 2021 y la 1.ª fase de la Copa Ecuador 2022. |

## Goleadores
| Pos. | Jugador         | Equipo        | Goles |
| ---- | --------------- | ------------- | ----- |
| 1    | Bryan Orquera   | Yukias        | 5     |
| 2    | Bryam Campo     | Yukias        | 4     |
| 3    | Etsa Antuni     | Yukias        | 3     |
| 4    | Tonny Shacaimia | Yukias        | 2     |
| 5    | Luis Calle      | Liga de Macas | 2     |